# Дизайнерские породы собак
Дизайнерские породы собак («кросс-породы») — метисы, или внутривидовые гибриды, чистопородных собак, выведенные с декоративной целью. Названия дизайнерских пород обычно образуются словослиянием частей названий родительских пород.
Считается, что история дизайнерских пород началась в 1980-е годы, когда сотрудник Австралийской ассоциации собак-поводырей Уолли Конрон (Wally Conron) по заказу на собаку, пригодную для жизни в семье с аллергиком, скрестил пуделя с лабрадором, чтобы получить гипоаллергенное животное, способное обучиться помогать слепому. Чтобы пристроить остальных щенков, Конрон дал им звучное название «лабрадудль». Из-за возможной гипоаллергенности гибриды пуделя с лабрадором стали пользоваться большой популярностью, которая позже распространилась и на гибриды пуделя с другими породами.
Метизация чистопородных собак использовалась издавна, чтобы улучшить рабочие характеристики исходя из специфических потребностей. Так, в Англии популярны лёрчеры — гибриды борзых с охотничьими терьерами или колли, почти такие же быстроногие, как борзые, но более выносливые и обучаемые. В отличие от лёрчеров и лабрадудлей (а также других попыток, не приведших к желаемым результатам, например, с немецкими овчарками), где скрещивание исходных пород имело практическую цель, дизайнерские породы не имеют прикладного значения и используются исключительно как собаки-компаньоны.
Разведение «дизайнерских» собак не имеет ничего общего с выведением новой породы. В племенном разведении потомство, полученное от скрещивания разнопородных производителей и отобранное по нужным качествам, в дальнейшем разводят «в себе», систематически проводя жёсткую отбраковку в поколениях и подбор, чтобы закрепить в генотипе желаемые породные признаки. Каждая собака дизайнерской породы представляет собой гибрид первого поколения (редко — второго), её индивидуальные качестве непредсказуемы и не могут стабильно передаваться потомкам. Даже щенки одного помёта могут сильно различаться: так, взрослая собака дизайнерской породы мальтипу — гибрид мальтийской болонки и той-пуделя — может весить и 2,5 кг, и 9 кг, а шерсть может быть гладкой, как у мальтезе, курчавой, как у пуделя, или волнистой и жёсткой. Существует точка зрения, что гибриды первого поколения должны быть более здоровыми, чем исходные породы, за счёт действия гибридной силы, но реального подтверждения этому нет.
«Дизайнерские» щенки продаются намного дороже своих чистопородных родителей. При этом считается, что мода на дизайнерские породы стимулирует безответственное отношение к разведению собак и погоню за прибылью. Рынок таких собак оценивается в 60 млрд долларов США.
Среди наиболее популярных дизайнерских пород: кокапу (кокер-спаниель × пудель), кавапу (кавалер-кинг-чарльз-спаниель × пудель) мальтипу (мальтезе × пудель), помски (померанский шпиц х сибирский хаски), голдендудль (золотистый ретривер × пудель), пагль (мопс × бигль), лабрадудль и другие.